# Hyla hallowellii
Espèce
Synonymes
- Hyla hallowelli Van Denburgh, 1912
- Hyla hallowelli schmidti Inger, 1947

Statut de conservation UICN

 LC  : Préoccupation mineure
Hyla hallowellii est une espèce d'amphibiens de la famille des Hylidae.

## Répartition
Cette espèce est endémique de l'archipel Nansei au Japon. Elle se rencontre sur Kikai-shima, Amami-Ōshima, Kakeromajima, Yoronjima, Ukeshima, Tokunoshima, Okino-erabu-jima et Okinawa Hontō,.

## Étymologie
Cette espèce est nommée en l'honneur d'Edward Hallowell.

## Publications originales
- Inger, 1947 : Preliminary survey of the amphibians of the Riu Kiu Islands. Fieldiana Zoology, vol. 32, no 5, p. 297-352 (texte intégral).
- Thompson, 1912 : Prodrome of descriptions of new species of Reptilia and Batrachia from the Far East. Herpetological notices, no 2, p. 1-4 (texte intégral).
- Van Denburgh, 1912 : Concerning certain species of reptiles and amphibians from China, Japan, the Loo Choo Islands, and Formosa. Proceedings of the California Academy of Sciences, sér. 4, vol. 3, no 10, p. 187-258 (texte intégral).